# Крестовая (гора, Кисловодск)
Гора Крестовая — небольшая возвышенность в черте города Кисловодска, Ставропольский край, Россия.

## География
Гора находится между историческим центром города, расположенным севернее, и Курортным парком, обступающим гору с юга. К юго-западу и западу от горы проходит река Ольховка, вдоль которой расположены Лермонтовская площадка, Нарзанная галерея и Курортный бульвар. С северо-запада к горе примыкают две небольшие улицы — нижняя часть улицы Реброва и улица Карла Маркса, пересекающиеся с Курортным бульваром около Нарзанной галереи. К северу от горы проходит балка Реброва, в которой расположены железнодорожный вокзал и улица Шаляпина с его музеем. На востоке расположена безымянная гора, на которой находится санаторий имени А. М. Горького, и проходящая между горой Крестовой и безымянной горой верхняя часть улицы Реброва, выходящая на U-образную улицу Володарского. К югу от горы расположен санаторий Луч. Вершина горы находится на территории санатория имени А. М. Горького, на вершине расположен крест, давший имя горе.
К юго-востоку от соседней безымянной горы расположена ещё одна безымянная гора, на которой находится санаторий Центросоюз-Кисловодск, а за этой горой — балка, ведущая от Каскадной лестницы до Царской площадки и отделяющая гору Крестовую и две соседних безымянных горы от горы Сосновой.

## История
В XVIII веке у подножья тогда ещё безымянной горы был открыт источник Нарзан, вокруг которого начал застраиваться Кисловодск. Сейчас в этом месте находится Нарзанная галерея.
В 1820-х годах на этой горе была построена усадьба А. Ф. Реброва, занимавшая весь западный склон горы, от небольшой возвышенности к востоку от реки Ольховка до вершины горы, и гора приобрела неофициальное название Ребровской.
15 июня 1848 года, в день Святого Духа, на вершине горы был открыт А. Ф. Ребровым и освящён памятный крест в честь 50-летия первого посещения Кисловодска генерал-лейтенантом И. И. Морковым. Горе дали официальное название гора Святого Духа, но неофициально она стала именоваться Крестовой.
В советское время крест был разрушен, а на горе была поставлена геодезическая отметка. В 1991 году крест был восстановлен.

## В культуре
Гора Крестовая упоминается в романе Д. Л. Мордовцева «Железом и кровью».